# 斯图尔诺
斯图尔诺（義大利語：Sturno），是意大利阿韦利诺省的一个市镇。总面积16平方公里，人口3198人，人口密度199.9人/平方公里（2009年）。ISTAT代码为064104。